# Ельза Еріх
Ельза Еріх (нім. Elsa Ehrich; 8 березня 1914, Темплін, Німецька імперія — 26 жовтня 1948, Люблін, ПНР) — наглядачка нацистських концтаборів Равенсбрюк, Ноєнгамме, Плашув і Майданек, військова злочинниця.

## Біографія
До війни працювала на бійні.

### Робота в таборах
15 серпня 1940 року Еріх поступила на службу в концентраційний табір Равенсбрюк в якості наглядача. У жовтні 1942 року її перевели в табір смерті Майданек біля Любліна, де через деякий час вона була підвищена на посаді. У таборі Еріх служила під командуванням СС в жіночому відділенні, і була відповідальна за загибель тисяч ув'язнених жінок і дітей. Вона працювала разом з Герміною Браунштайнер і славилася дуже жорстоким поводженням з ув'язненими. За 34 місяці роботи табору понад 79 000 в'язнів було вбито тільки в головному таборі (59 000 з них — польські євреї), і від 95 000 до 130 000 чоловік — в усьому Майданеку. 3 листопада 1943 року біля 18 000 євреїв були вбиті в Майданеку під час найбільшого масово розстрілу, названого «Святом збору врожаю» (всього 43 000 чоловік). У лютому 1943 року Еріх захворіла на тиф. 5 квітня 1944 року Ельза була призначена старшою наглядачкою в концтаборі Плашув, а з червня 1944 року по квітень 1945 року працювала в концтаборі Ноєнгамме.

### Арешт, суд і страта
У травні 1945 року Ельза Еріх була арештована в Гамбурзі і поміщена в табір для військовополонених в Дахау. Під час ув'язнення Еріх жила в одній камері з іншою відомою наглядачкою Марією Мандль. Незабаром Еріх була передана польській владі. У 1948 році вона постала перед районним судом в Любліні під час другого судового процесу Майданека. Їй було пред'явлено звинувачення в скоєнні військових злочинів і злочинів проти людяності. 10 червня 1948 року суд визнав Еріх винною і засудив до смертної кари. Після оголошення вироку підсудна намагалася оскаржити рішення суду і попросила польського президента про помилування, мотивуючи це наявністю у неї маленького сина. Однак президент Польщі Болеслав Берут відхилив прохання, і вирок був залишений без зміни. 26 жовтня 1948 року Ельза Еріх була повішена в Люблінській в'язниці.